# Portugisisk Wikipedia
Portugisisk Wikipedia (portugisisk: Wikipédia em português,  dansk: den portugisisksprogede Wikipedia) er den portugisisksprogede  version af det verdensomspændende encyklopædi-projekt Wikipedia. Den portugisisksprogede wikipedia blev lanceret 11. maj 2001, og var dermed den femte udgave af Wikipedia, der lanceredes. I 2013 var Portugisisk Wikipedia den 12. største Wikipedia med i alt 787.000 artikler. I november 2016 er den portugisisksprogede wikipedia den 14. største udgave af Wikipedia.
Pr. onsdag den 26. marts 2025 har den portugisisksprogede Wikipedia 1.145.814 artikler, 8.607 aktive bidragydere og 52 administratorer.

## Historie
Fra udgangen af 2004 voksede antallet af artikler hurtigt. I maj 2005 var der flere artikler end på spansk Wikipedia og italiensk Wikipedia. 
Portugisiske artikler kan indeholde forskellige variationer af skriftsproget, eftersom europæisk portugisisk og brasiliansk portugisisk har forskellige ord og brug af ord. Sprogvariationerne afhænger af, hvem der har skrevet artiklerne.
I 2005 blev et forslag om afgrening af portugisisk Wikipedia og om at skabe en brasiliansk portugisisk (pt-br) udgave nedstemt af Wikimedia-netværket. I 2007 blev et andet forslag om at skabe europæisk portugisisk nedstemt af Wikimedia-netværket. I 2009 blev også et forsøg på at oprette brasiliansk portugisisk afvist, men denne gang af en sprogkomite, eftersom der var blevet indført nye politikker om oprettelsen af nye sprogversioner. Forklaringen lød: "Brasiliansk portugisisk er ikke et separat sprog. Dette er et krav.".